# バルザン賞
バルザン賞（The International Balzan Prize Foundation awards）は、バルザン財団が創設、運営している表彰制度である。

## 概要
財団は、イタリアの新聞コリエーレ・デラ・セラ（Corriere della Sera）のオーナーの1人で、ファシズムから逃れスイスに亡命したエウジェニオ・バルザンの遺産を相続したアンジェラ・バルザンが寄付した基金で運営されている。
こうした背景から、イタリア（ミラノ）とスイス（チューリヒ）に別々に本部がある。自然科学、人文科学の傑出した分野の人物を表彰するほか、3年ごとに「人々の間の平和と兄弟愛」を促進する人道的取り組みに特別賞を授与している。かならずしも知名度の高い賞ではないが「スイス・イタリアのノーベル賞」の異名を持つ。毎年75万フラン（1億2000万円）が受賞者一人ひとりに授与され、その半分は研究プロジェクトの資金に充てられる。
1961年にノーベル財団を表彰したのに始まり、中断した期間を挟んで1978年から毎年表彰を行っている。表彰式は隔年でベルンとローマのアッカデーミア・デイ・リンチェイで行われる。

## 主な受賞者
1961年：
- ノーベル財団

1962年：
- ヨハネ23世 -人道活動
- アンドレイ・コルモゴロフ -数学者
- パウル・ヒンデミット -音楽家
- カール・フォン・フリッシュ -動物行動学者
- サミュエル・モリソン -歴史家

1978年：
- マザー・テレサ -人道活動

1979年：
- ジャン・ピアジェ -発達心理学者
- ジュゼッペ・トゥッチ -東洋学者

1980年：
- エンリコ・ボンビエリ -数学者
- ハッサン・ファトヒー  -都市計画建築家
- ホルヘ・ルイス・ボルヘス -文学者

1981年：
- ポール・ジュリアス・ロイター -企業家

1983年：
- エルンスト・マイヤー -生物学者

1984年：
- ヤン・オールト -天体物理学者
- シューアル・ライト -遺伝学者
- ジャン・スタロバンスキー -哲学者

1985年：
- ジャン＝ピエール・セール -数学者
- エルンスト・ゴンブリッチ -美術史家

1986年：
- 国際連合難民高等弁務官事務所 -人道活動
- オットー・ノイゲバウアー -数学者

1987年：
- ジェローム・ブルーナー -心理学者

1988年：
- S・N・アイゼンシュタット -社会学者

1989年：
- エマニュエル・レヴィナス -哲学者
- マーティン・リース -天体物理学者

1990年：
- ヴァルター・ブルケルト -宗教学者

1991年：
- ジョン・メイナード＝スミス -生物学者
- アベ・ピエール -慈善運動家
- リゲティ・ジェルジュ -作曲家

1992年：
- アルマン・ボレル -数学者

1994年：
- フレッド・ホイル -天体物理学者
- マーティン・シュヴァルツシルト -天体物理学者
- ノルベルト・ボッビオ -法哲学者

1995年：
- アラン・ヒーガー -物理学者
- カルロ・チポラ -経済学者、歴史学者
- イヴ・ボヌフォワ -美術史家

1996年：
- 国際赤十字社 -人道活動
- スタンリー・ホフマン -政治学者

1998年：
- ロバート・メイ -生物学者

1999年：
- ポール・リクール -哲学者
- ミハイル・グロモフ -数学者
- ルイジ・ルーカ・カヴァッリ＝スフォルツァ -遺伝学者

2000年：
- ミシェル・マイヨール -天文学者
- アブドゥル・サッタル・イーディ -慈善事業家

2001年：
- ジャン＝ピエール・シャンジュー -神経科学者

2002年：
- グザヴィエ・ル・ピション -地球物理学者
- ヴァルター・ゲーリング -発生生物学者

2003年：
- エリック・ホブズボーム -歴史家
- セルジュ・モスコヴィッシ -社会心理学者
- ラインハルト・ゲンツェル -宇宙物理学者

2004年：
- ピエール・ドリーニュ -数学者
- コーリン・レンフリュー -考古学者
- マイケル・マーモット -公衆衛生学者

2005年：
- グラント夫妻 -生物学者
- 毛河光 -物理学者

2006年：
- クェンティン・スキナー -政治学者

2007年：
- 飯島澄男 -化学者・物理学者
- カールハインツ・ベーム -音楽家
- ジュール・ホフマン -医学者
- ブルース・ボイトラー -医学者

2008年：
- トマス・ネーゲル -哲学者
- ウォーレス・ブロッカー -地球化学者

2009年：
- マイケル・グレッツェル -化学者
- ブレンダ・ミルナー -神経科学者

2010年：
- 山中伸弥 -医学者
- カルロ・ギンズブルグ -歴史家

2011年：
- ピーター・ブラウン -歴史家

2012年：
- ロナルド・ドウォーキン -法哲学者

2013年：
- マニュエル・カステル -社会学者
- アラン・アスペ -物理学者
- パスカル・コサール -細菌学者

2014年：
- イアン・ハッキング -哲学者
- デニス・サリヴァン -数学者

2015年：
- フランシス・ハルツェン -物理学者

2016年：
- ロバート・コヘイン -政治学者
- フェデリコ・カパッソ - 物理学者

2017年：
- ジェームズ・P・アリソン -医学者

2018年：
- マリリン・ストラザーン -哲学者

2021年：
- ジェフリー・ゴードン -細菌学者
- チボー・ダムール -物理学者

2022年：
- ロバート・ランガー -生体工学者
- マーサ・ヌスバウム -哲学者

2024年：
- マイケル・ホール -生物学者
- オマー・ヤギー -化学者

## 関連記事
- イタリア版の受賞者一覧